# Moringen
Moringen är en stad i Landkreis Northeim i det tyska förbundslandet Niedersachsen. Moringen, som för första gången nämns i ett dokument från år 983, har cirka 7 000 invånare.
Från april 1933 till april 1945 fanns ett koncentrationsläger i Moringen. Från april till november 1933 inhystes män, från november 1933 till mars 1938 kvinnor och från juni 1940 till april 1945 ungdomar.

## Administrativ indelning
Moringen består av nio Stadtteile.
| - Behrensen - Blankenhagen - Fredelsloh | - Großenrode - Lutterbeck - Moringen | - Nienhagen - Oldenrode - Thüdinghausen |